# Pteleopsis barbosae
Pteleopsis barbosae är en tvåhjärtbladig växtart som beskrevs av Arthur Wallis Exell. Pteleopsis barbosae ingår i släktet Pteleopsis och familjen Combretaceae. Inga underarter finns listade i Catalogue of Life.